# Tyra Persén
Tyra Persén, född 9 september 1884, död 2 maj 1983, var aktiv djurrättskämpe och under 1970-talet en av de rikaste skogsägarna i Hälsingland. Hon blev känd i Sverige när hon donerade stora delar av sin förmögenhet till en stiftelse för djurs rättigheter, vilka sedan förskingrades.

## Biografi
Tyra Persén levde stora delar av sitt liv i Los. Hennes far var lanthandlare på orten och skapade en stor förmögenhet som skogsbrukare. Efter faderns död förvaltade Tyra Persén förmögenheten väl, samtidigt som hon engagerade sig i djurrätt. Hon skrev ofta insändare och debattartiklar i tidningar och donerade pengar till djurrättsorganisationer. På 1930-talet var hon medlem av Nationalsocialistiska Arbetarepartiet, och senare på 1940-talet även i Lindholms nazistiska parti Svensk Socialistisk Samling.
År 1977, vid 92 års ålder, träffade hon paret Sten och Vibeke Ekroth, och tillsammans bildade de stiftelsen Djurens rättigheter, dit hon skänkte mycket av sin förmögenhet. Men paret använde mest pengarna till annat, ibland även tillsammans med Tyra. Paret Ekroth åtalades och Sten dömdes i hovrätten för trolöshet mot huvudman och grova bedrägerier.
Länge levde Tyra ensam tillsammans med hushållerskan Hildur, men på ålderns höst adopterade hon ett kusinbarn som hette Dora Lithén. När hon var över 90 år gammal träffade hon den ungefär 40 år yngre Kurt Forsberg som hon i februari 1980 gifte sig med. Tillsammans bodde de ihop fram till Tyras död vid 98 års ålder. Tyra Persén är begravd på Los kyrkogård.
I komedifilmen Att stjäla en tjuv från 1996 spelar Lis Nilheim en kvinna som heter "Tyra Persén". Filmens handling har dock inget med den egentliga Tyra Perséns liv att göra.